# جاكوب كوبر
جاكوب كوبر (بالإنجليزية: Jacob Cooper)‏ هو ملحن أمريكي، ولد في 1980.

## وصلات خارجية
- الموقع الرسمي
- جاكوب كوبر على موقع ميوزك برينز (الإنجليزية)